# 雷公火
雷公火，是台灣台東廳（現台東縣）的大字、傳統地域名稱。舊名雷公火社，1920年行政區改制時改名。

## 1920年
原屬新鄉之雷公火社。1920年，改稱雷公火，隸屬里壠區。

## 1937年後
1937年，地方制度改正，新設關山郡，下轄關山庄、池上庄、鹿野庄。雷公火一分為二，編入鹿野庄之區域仍稱雷公火，下有「上野」、「中野」、「下野」小字；編入關山庄之區域改稱日出。

## 戰後
戰後，雷公火改隸延平鄉，為今鸞山村。